# Hollandse Iepbrug

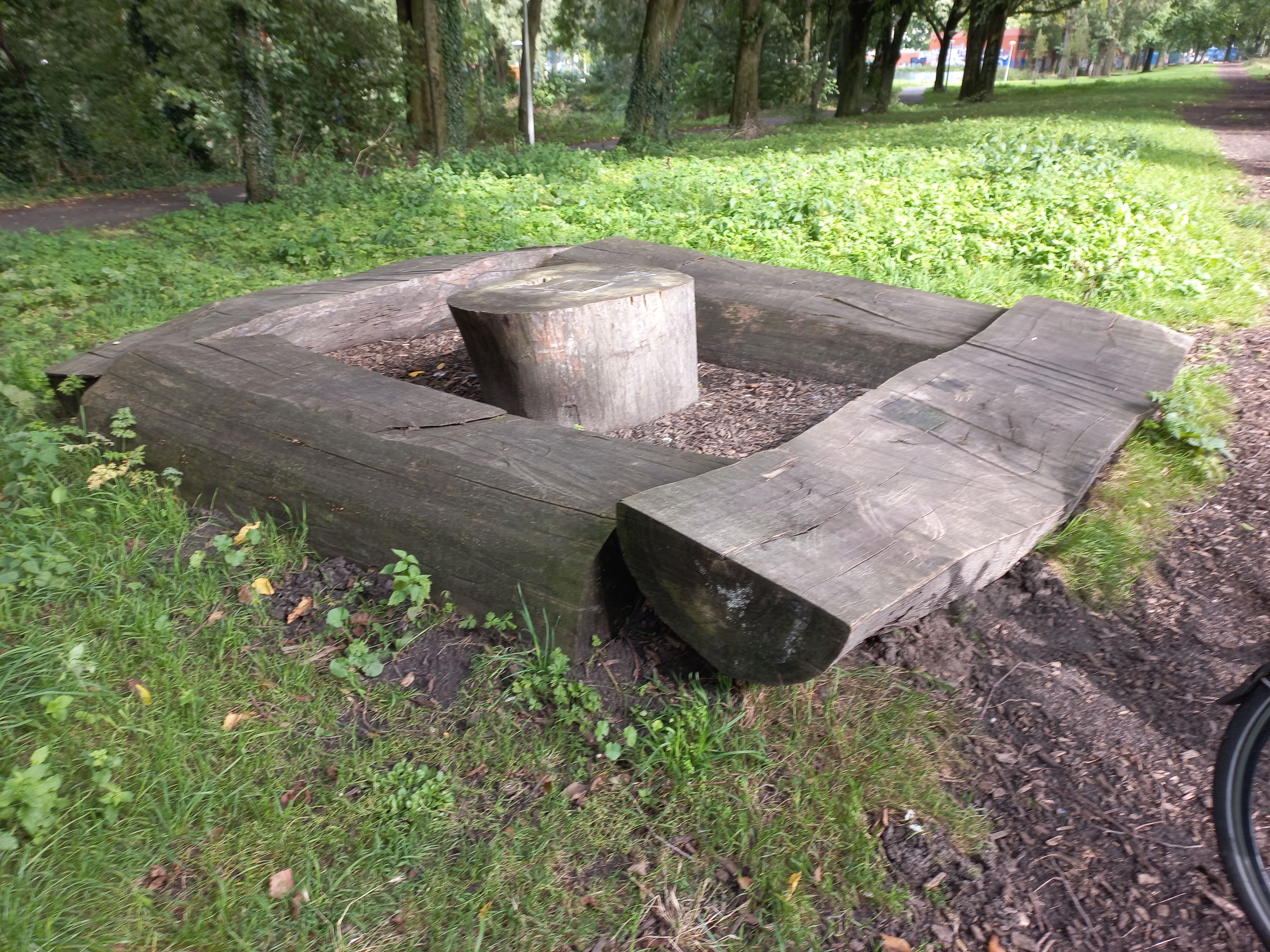
BOOM 7-monument (september 2023)

De Hollandse Iepbrug (brug 2470) is een beweegbare brug over het Noordhollandsch Kanaal in Amsterdam-Noord. De naam is afgeleid van de monumentale Hollandse iep die in 2021 voor de aanleg van de oeververbinding moest wijken.

## Brug
In 2018 zag de gemeente Amsterdam de noodzaak tot een betere verbinding voor voetgangers en fietsers over het Noordhollandsch Kanaal dat het stadsdeel Amsterdam-Noord doorsnijdt. Als onderdeel van programma 'sprong over het IJ' werd gekeken naar mogelijkheden om de sterk in ontwikkeling zijnde IJ-oevers, waar veel nieuwe woningen gebouwd worden in onder andere de Buiksloterham en de Nieuwendammerham, en achterliggende buurten beter met elkaar te verbinden. Dit zou niet alleen de bewoners ten goede komen maar ook vele forensen die dit gebied doorkruisen op weg naar de twee IJveren die direct aan weerszijden van het kanaal afvaren. Ook een eventueel metrostation bij Sixhaven zou met deze brug bediend worden. De eerstvolgende brug over het kanaal is de drukke Gerben Wagenaarbrug (brug 357), circa 285 meter verderop. 
Voor de locatie van de brug werden zeven mogelijke plekken onderzocht. Er werd gekozen voor een brug 160 meter ten noorden van de Willem I-sluis. Het is daarmee de zuidelijkste brug van het kanaal. Het plan voor de fiets- en voetgangersroute zou in eerste instantie vanuit de Laanweg over de Buiksloterweg en het kanaal naar de overzijde van het kanaal reiken tot een fietspad dat aansluit op de Meeuwenlaan en het IJplein. Bewoners van het Laankwartier zagen de dreiging dat hun rustige buurtje een drukke doorgangsroute zou worden en tevens de dreiging dat hun huizen opgeofferd zouden worden aan de nieuwbouw in Amsterdam-Noord. Inspraak leverde op dat opnieuw gekeken werd naar de fietsroute en er werd bevestigd dat er geen sloop van huizen in dit project aan bod zou komen. De route werd vervolgens verkort tot aan de Buiksloterweg.

### Bouw
De verwachting in 2018 was dat de brug in het najaar van 2021 geopend kon worden. Dat bleek te optimistisch; het contract voor de bouw van de brug kon pas in september 2020 getekend worden. Het is een ontwerp van de gemeente Amsterdam, getekend door 'rudy uytenhaak + partners architecten'. De brug is technisch uitgewerkt en gebouwd door bouwbedrijf K_Dekker bouw en infra. Het is een draaibrug met een doorvaarthoogte van drie meter, zodat de brug niet voor ieder schip geopend hoeft te worden. Op 17 mei 2023 werd de brug feestelijk geopend, hij zou echter nog een maand gesloten blijven voor passanten omdat een cruciaal, speciaal voor de brug ontwikkeld onderdeel een dag voor de opening kapot ging. Na herstel van dit defect is de brug op 3 juli 2023 opengesteld.

## BOOM 7-monument
Bij de geprojecteerde aanlanding van de brug op de Buiksloterweg stond een monumentale Hollandse iep uit 1941. Deze werd, ondanks protesten uit de buurt, in september 2021 geveld met een kettingzaag. Uit de stam van de boom liet de gemeente in samenspraak met betrokken buurtbewoners een zithoek maken in het naast de brug gelegen park. Buurtbewoners bevestigden hierop een plaquette ter nagedachtenis aan de boom. Tekst Plaquette:
Deze herdenkingsplek is gemaakt van de resten van BOOM 7. Deze monumentale Hollandse Iep kreeg die naam omdat hij zo genoemd werd in de kapvergunning waareten de buurt bezwaar maakte. Boom 7 stond aan de Buiksloterweg en moest weg voor de fietsbrug over het Noord-Hollands Kanaal. BOOM 7 werd symbool voor de duizenden bomen in Amsterdam-Noord die plaats moesten maken voor stadsvernieuwing. In de vroege ochtend van 28 september 2021 werd de tachtigjarige boom in slechts een paar uur gekapt. Wij missen BOOM 7. Buurtbewoners en Groenliefhebbers.

## Afbeeldingen

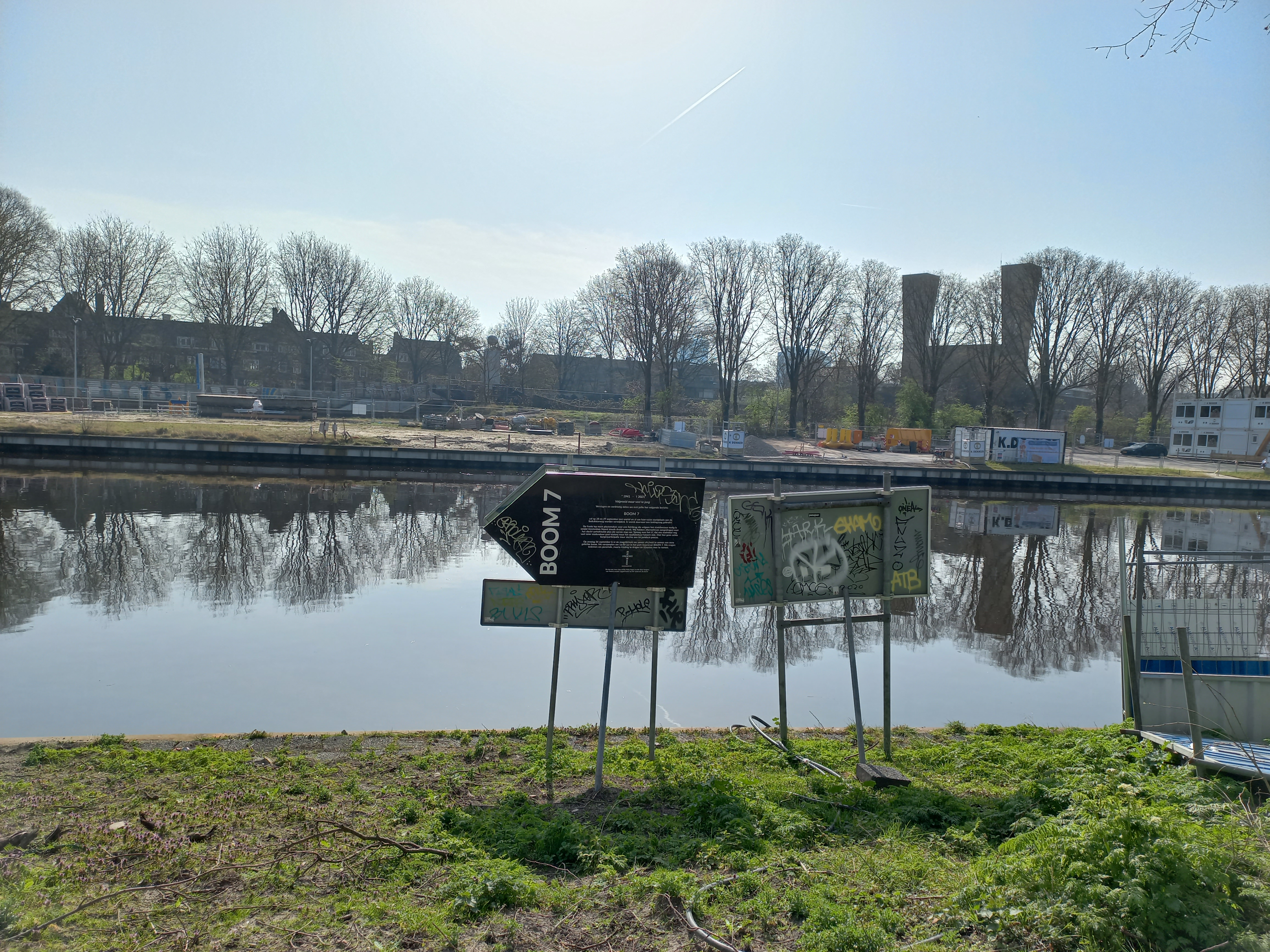
Werkzaamheden rond bouw Brug 2470 met ventilatietoren IJtunnel op achtergrond (maart 2022)
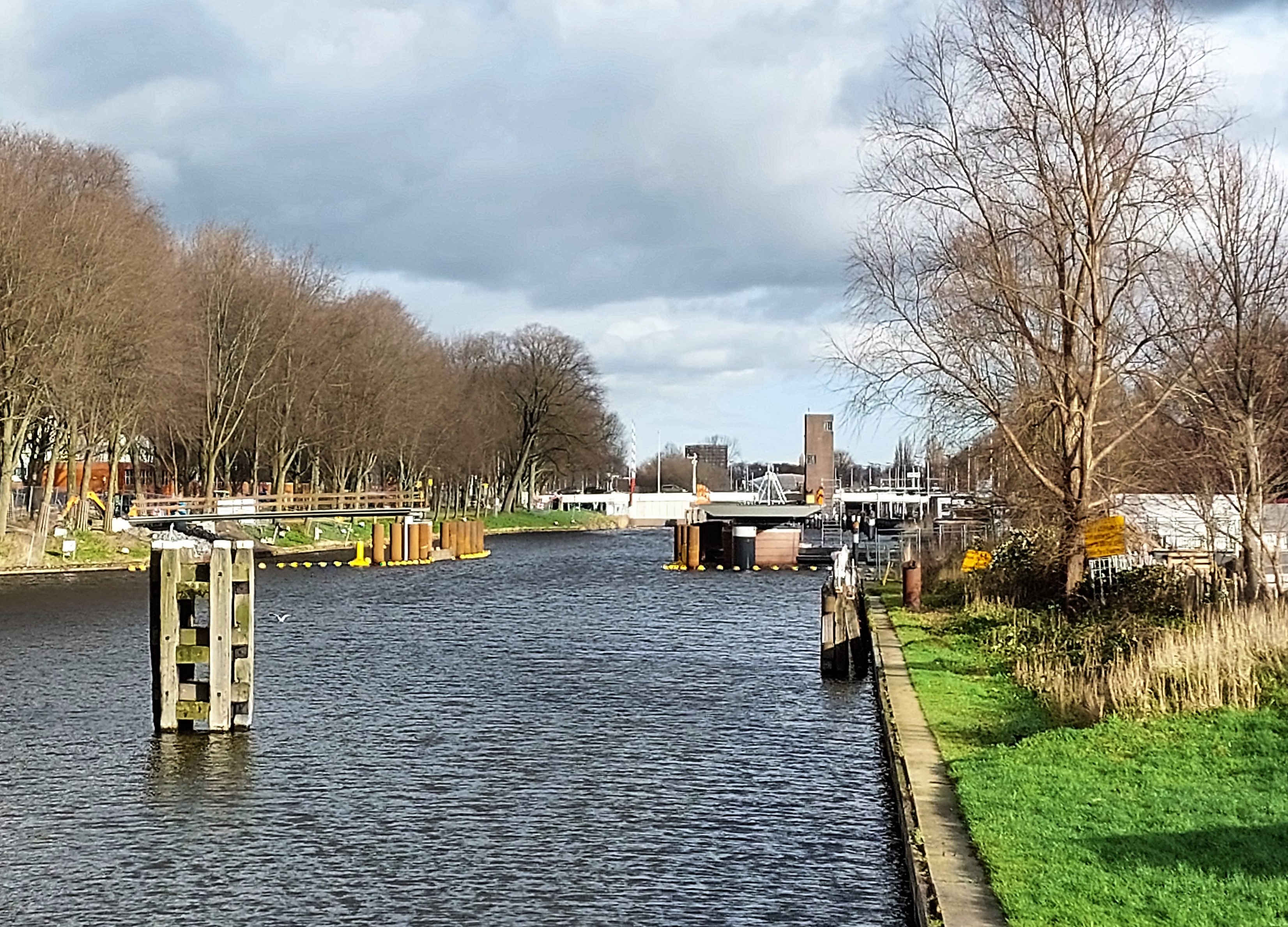
De brug in januari 2023
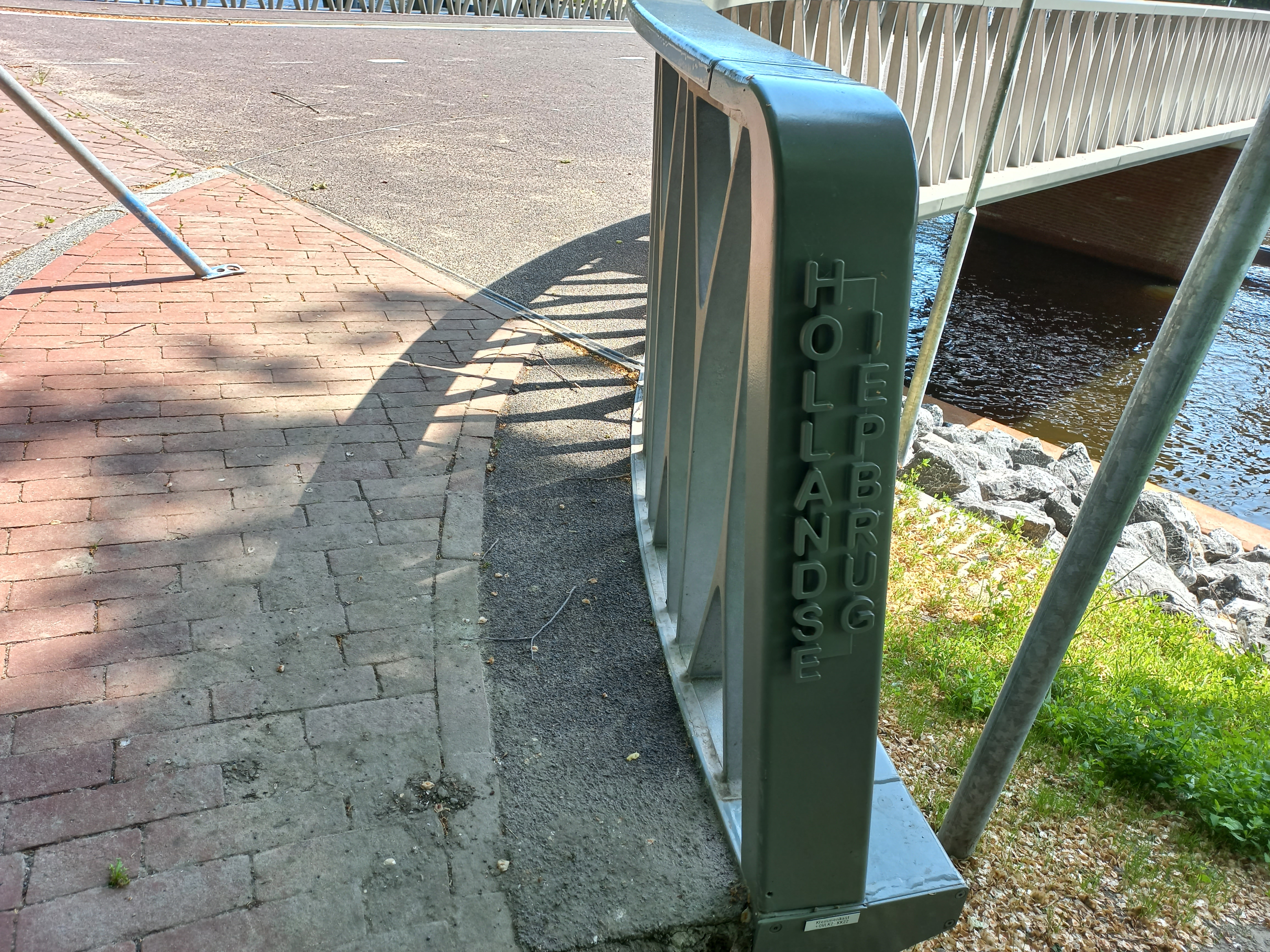
Hollandse Iepbrug (naamplaat, mei 2023)

2400 · 2401 · 2402 · 2403 · 2404 · 2405 · 2406 · 2407 · 2408 · 2409 ·  2410 · 2411 · 2412 · 2413 · 2414 · 2415 · 2421 · 2422 · 2423 · 2424 · 2425 · 2426 · 2427 · 2428 · 2429 · 2430 · 2431 · 2432 · 2433 · 2434 · 2435 · 2436 · 2437 · 2438 · 2439 · 2441 · 2451-2453 · 2454 · 2455 · 2456 · 2457 · 2459 · 2461 · 2462 · 2468 · 2469 · 2470 · 2471 · 2472 · 2473 · 2474 · 2475 · 2476 · 2477 · 2478 · 2480 · 2481 · 2482 · 2483 · 2484 · 2485 · 2486 · 2487 · 2488 · 2489 · 2490 · 2491 · 2492 · 2493 · 2494-2499
Brugnummers 2416, 2417, 2418, 2419, 2420, 2441, 2442, 2443, 2444,  2445, 2446, 2447, 2448, 2449, 2450, 2458, 2460, 2463, 2464, 2465, 2466, 2467, 2479 zijn niet vergeven.